# 角花
角花（学名：Platostoma calcaratum）为唇形科仙草属下的一个种。

## 分布
本种分布于华南至中印半岛，包括云南、广西、缅甸、泰国及越南等。

## 变种
本种已知有一个变种：
- 盖氏角花 Platostoma calcaratum var. garrettii (Craib) Suddee, 2005：分布于泰国及越南[3]。